# Antonio Pompei
Antonio Pompei (Verona, 1799-Verona, 1885) fue un arqueólogo italiano.

## Biografía
Nació en 1799 en Verona, el día 10 de diciembre, fue educado en su familia, bajo la dirección del sacerdote Gian-Domenico Bertari. Entre los amigos más cercanos de la familia Pompei se encontraba Bartolomeo Lorenzi, autor de Della coltivazione de' monti. Pompei, que en su juventud asistió a clases de Giuseppe Zamboni y cultivó la pintura, en concreto paisajes, escribió sobre temas agrícolas y arqueología. Entre las personas que conoció en su juventud, y que tuvieron mayor influencia en su vida literaria, se encontraba Bartolomeo Giuliari, a quien consideró su maestro. Estudió los anfiteatros de Pola, Roma, Capua, Pompeya, Pozzuoli y Verona, sobre el que publicó Sopra un ragionato ristauro dell'Anfiteatro di Verona (1872) y Studi intorno all'anfiteatro di Verona, preceduti da un saggio sugli spettacoli degli antichi (1877). Falleció el 21 de abril de 1885 en Verona.